# Bernhard Plattner

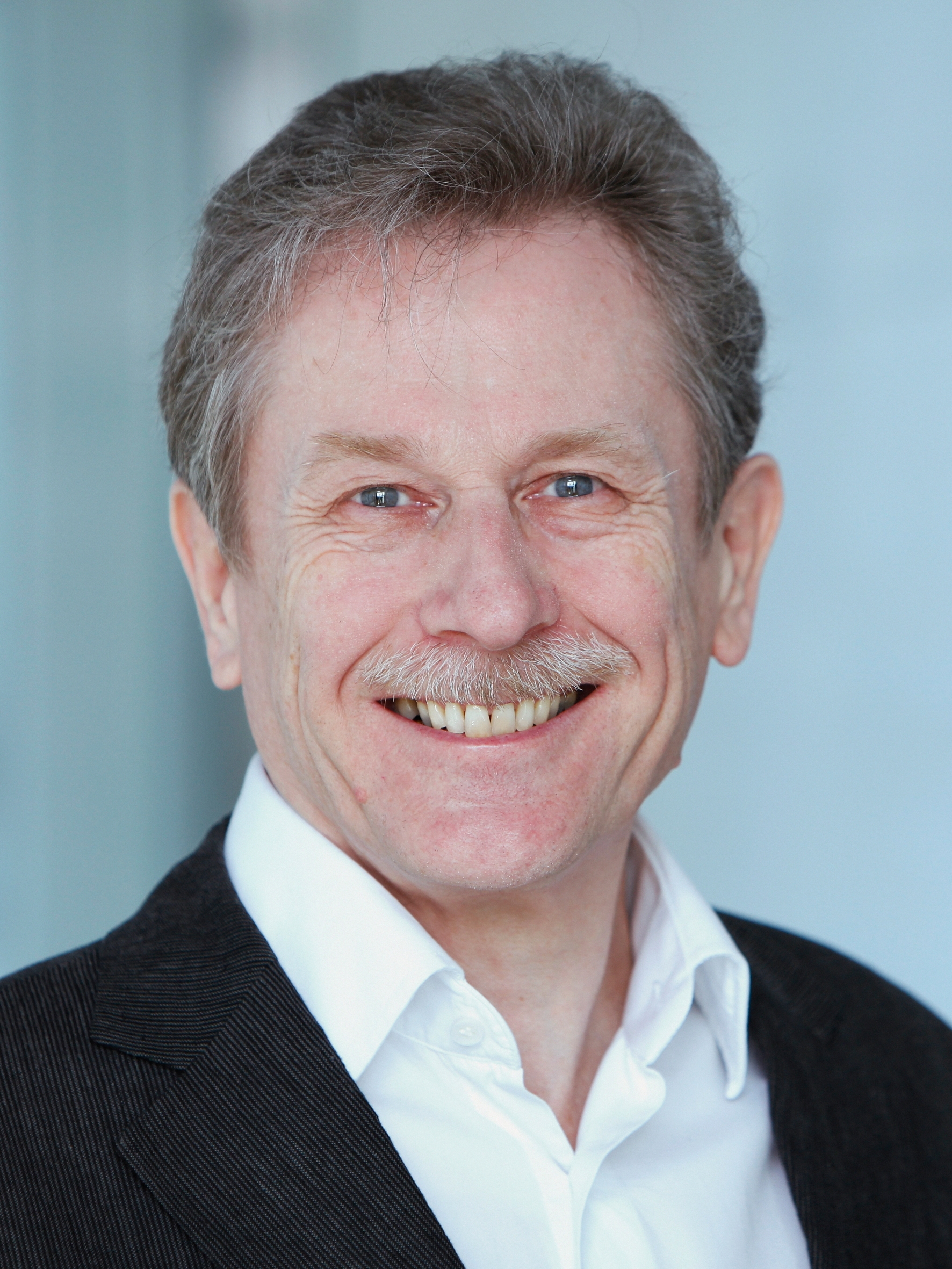
Bernhard Plattner (2011)

Bernhard Plattner (* 8. Juni 1950 in Bern) ist ein Schweizer Informatiker und Hochschullehrer.

## Leben
Bernhard Plattner studierte Elektrotechnik an der ETH Zürich und erhielt dort 1975 das Diplom als Elektroingenieur. Anschliessend war er als Assistent und Doktorand am Institut für Informatik der ETH in diesem Fachgebiet tätig. Noch vor Abschluss seiner Dissertation wurde er als vollamtlicher Dozent für Informatik an das Neu-Technikum Buchs in Buchs SG berufen, wo er sich dem Aufbau der Abteilung Informatik widmete. Zu diesem Zeitpunkt hatte er seine Dissertation noch nicht abgeschlossen. Er promovierte 1983 mit der Dissertation unter dem Titel Monitoring program execution bei Jürg Nievergelt. 1984 nahm er eine Position als Oberassistent am Informatikdepartement der Universität Zürich an und war dort für die E-Mail-Infrastruktur verantwortlich. Ab 1985 wurde er Assistenzprofessor am Institut für Informatik an der ETH Zürich. An der ETH erlangte er mit Publikationen aus seiner Forschungsgruppe internationale Bekanntheit. In seiner Forschung beschäftigte er sich mit neuen Architekturen, Protokollen und Systemen für Computernetzwerke.
Er war federführend bei der Gründung von SWITCH und als Vizepräsident des Stiftungsrats von SWITCH massgeblich am Aufbau des Internet für die Schweizer Hochschulen beteiligt. Zusammen mit Hannes Lubich, einem Doktoranden von Plattner, liess er am 20. Mai 1987 die Top-Level-Domain ".ch" ins Domain Name System des Internets eintragen.
Plattner wurde am 1. Oktober 1988 ausserordentlicher Professor für Technische Informatik an der ETH Zürich. Zusammen mit Albert Kündig gründete er 1989 das neue Institut für Technische Informatik und Kommunikationsnetze (TIK), das sich rasch zu einer der grössten Einheiten im Departement Elektrotechnik entwickelte. Plattner wurde im April 1994 zum Ordentlichen Professor für Technische Informatik im Departement Elektrotechnik der ETH Zürich befördert.
Am 1. August 2015 wurde Plattner emeritiert. Anlässlich seiner Emeritierung machte das Schweizer Radio SRF-4 einen Reihe von Interviews mit Plattner über seine Rolle bei der Entwicklung des Internets.
Als Swisscom 2017 den IPv6-Award für die rasche Einführung dieses neuen Internet-Protokolls erhielt, wurde Plattner erwähnt.

## Würdigungen
- Vinton G. Cerf, einer der Väter des Internets, zu Plattner: You certainly made wonderful contributions to the Internet in Europe, especially in Switzerland.[5]
- Nach seiner Emeritierung wurde Plattner 2016 Vertrauensperson für die Integrität in der Forschung an der ETHZ, nachdem ihn die Konferenz des Lehrkörpers im Herbst 2015 gewählt hatte.[6]

## Weitere frühere Tätigkeiten
- Mitglied des Stiftungsrats von SWITCH
- 2000 bis 2005: Programmleiter von ETH World, einem Programm zum Aufbau eines virtuellen Raums zur Kommunikation und Kooperation unabhängig von Zeit und Ort, welches heute alle ETH-Mitarbeiter nutzen können
- 2005 bis 2007: Prorektor für das Bachelor- / Masterstudium an der ETH Zürich

## Veröffentlichungen
- Eine Liste seiner Veröffentlichungen als Autor oder Co-Autor ist in der Research Collection der ETH Zürich abrufbar.[7]